# Axum (sommergibile)
L’Axum è stato un sommergibile della Regia Marina, autore di uno degli attacchi sottomarini più straordinari dell'intera Seconda Guerra Mondiale.

## Storia
Una volta in servizio entrò a far parte della 23ª Squadriglia Sommergibili, basata a Napoli.
Il 27 agosto 1937, nel corso della guerra di Spagna, al comando del tenente di vascello Emo Ballini, svolse una missione a favore delle forze franchiste: tale missione, svolta nel Canale di Sicilia, si concluse il 5 settembre senza che fosse stata avvistata alcuna unità sospetta.
Partecipò il 5 maggio 1938 alla rivista navale «H» nel golfo di Napoli ed alla manovra di emersione simultanea in formazione di cento sommergibili, che eseguono poi una salva d’artiglieria. Il giorno dopo però il comandante Ballini (veneziano, nato il 6 settembre 1905) morì improvvisamente per una malattia fulminante a soli 32 anni.
Assegnato poi alla 71ª Squadriglia del VII Gruppo Sommergibili di Cagliari, rimase in realtà di base a Napoli, e così si trovava all'ingresso dell'Italia nel secondo conflitto mondiale. Nella prima fase della guerra operò principalmente nel bacino occidentale del Mediterraneo.
Il 9 novembre 1940, di pomeriggio, lasciò Cagliari e fu inviato al largo dell'isola La Galite insieme ad altri quattro sommergibili (tra cui i gemelli Alagi ed Aradam) in opposizione all'operazione britannica «Coat» (con vari obiettivi, tra i quali l'invio di navi da guerra da Gibilterra ad Alessandria, di convogli a Malta e in Grecia, l'attacco aerosilurante contro Taranto e l'attacco a convogli italiani nel Basso Adriatico): quello stesso giorni, poco dopo le sette di sera, ascoltò all'idrofono rumori di turbine, ma la distanza risultò eccessiva anche solo per tentare una manovra di avvicinamento.
Il 16 giugno 1941, nel corso di un'altra missione (al comando del capitano di corvetta Emilio Gariazzo), raggiunse il proprio settore d'agguato tra Ras Uleima e Marsa Matruh, da dove, il 20, fu fatto spostare più vicino a Bengasi. Il 23 giugno, nottetempo, individuò una nave che navigava verso ovest e l'attaccò con il lancio di un siluro da 800 metri; essendo l'arma difettosa, mancò il bersaglio e fu quindi lanciato un altro siluro, che tuttavia mancò ancora l'unità nemica, transitandole pochi metri a poppa. Individuato dalla nave, l’Axum si dovette immergere e fu bombardato per poco tempo con cariche di profondità, senza comunque subire danni.
Nel settembre 1941, durante l'operazione britannica «Halberd» (si trattava di una missione di rifornimento di Malta, ma i comandi italiani pensarono potesse trattarsi di un'azione di bombardamento navale contro le coste italiane) fu dislocato a levante delle Baleari in funzione difensiva (insieme ad altri tre sommergibili), ma la formazione britannica non passò in quelle acque.
Il 15 luglio 1942, in missione – al comando del tenente di vascello Renato Ferrini – ad est dell'Isle of Dogs, individuò il posamine veloche HMS Welshman in navigazione alla volta di Malta; si portò all'attacco – complicato dal fatto che il mare mosso ostacolava il mantenimento della quota periscopica – e, nottetempo, lanciò tre siluri, che però non andarono a segno per via delle avverse condizioni meteomarine.
L'11 agosto 1942 fu tra gli undici sommergibili disposti in agguato a settentrione della Tunisia, tra Scoglio Fratelli e Banco Skerki, per attaccare un convoglio britannico per Malta: si trattava dell'operazione britannica «Pedestal», poi sfociata nella Battaglia di mezzo agosto. Il 12 agosto individuò, sempre al comando di Ferrini, il convoglio inglese, che notò (alle 19.33) essere composto da circa 15 mercantili, due incrociatori e vari cacciatorpediniere; alle 19.42 si portò a 15 metri e manovrò per avvicinarsi al convoglio, alle 19.48 tornò a quota periscopica, e, alle 19.55, da distanze comprese tra i 1300 ed i 1800 metri, lanciò una salva di quattro siluri: tre andarono a segno, colpendo il moderno incrociatore leggero Nigeria (8530 t), il vecchio incrociatore antiaereo Cairo (4190 t) e la nave cisterna Ohio (9514 tsl). Sul Cairo una devastante esplosione asportò la poppa ed uccise 24 uomini; dopo vari tentarivi di rimorchio la nave, in fiamme ed immobilizzata, dovette essere affondata a cannonate dall'HMS Derwent. Il Nigeria ebbe 52 morti a bordo e, in fiamme e con forte sbandamento, dovette tornare a Gibilterra con la scorta di tre cacciatorpediniere (la nave era peraltro l'ammiraglia del comandante della Forza X di scorta al convoglio, ammiraglio Harold Borrough, che dovette trasferirsi sul cacciatorpediniere Ashanti), restando fuori uso sino al settembre 1943. L'Ohio ebbe gravi danni ma riuscì a proseguire per Malta e a raggiungerla dopo un'autentica epopea, durante la quale fu colpita nuovamente da aerei; affondò nel porto dell'isola dopo aver scaricato il carburante. Intanto l'Axum, che si era immerso, fu sottoposto, a partire dalle 19.59, a caccia con bombe di profondità, protrattasi per circa due ore; il sommergibile rimase ad una quota compresa tra i 100 ed i 120 metri, senza riportare danni, ed emerse alle 22.50 osservando gli effetti del suo lancio e degli altri contemporanei attacchi aerei e subacquei. Tale azione è stata considerata uno degli attacchi sottomarini più straordinari dell'intera Seconda Guerra Mondiale. 

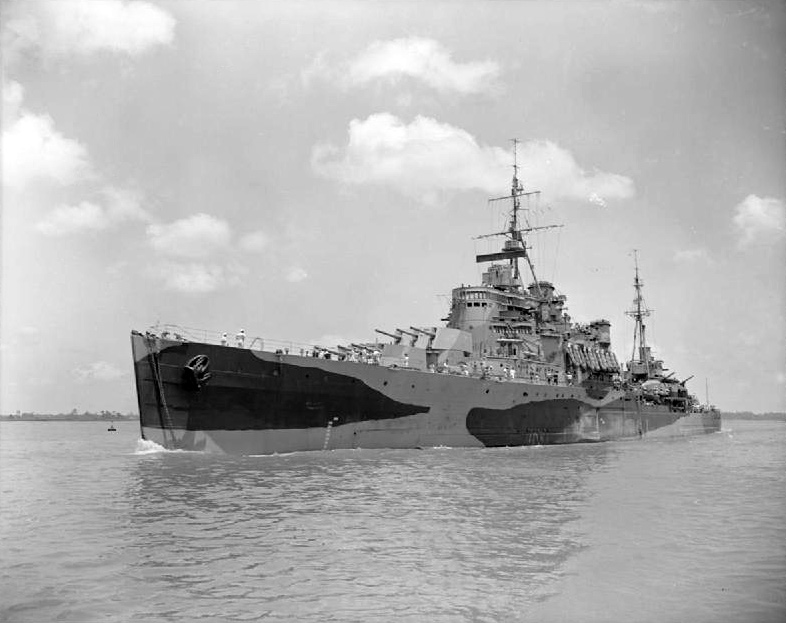
L'incrociatore leggero HMS Nigeria
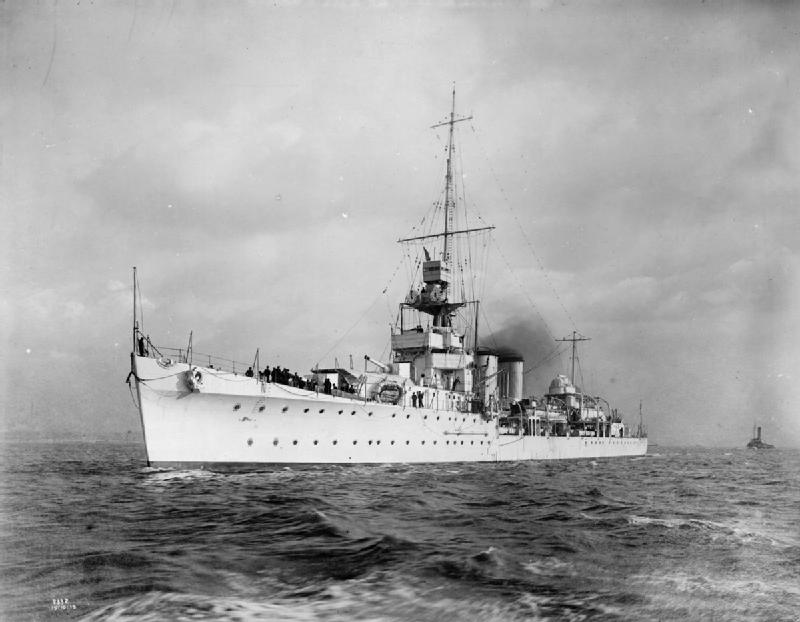
L'incrociatore antiaereo HMS Cairo
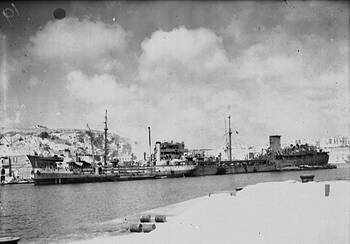
La nave cisterna Ohio
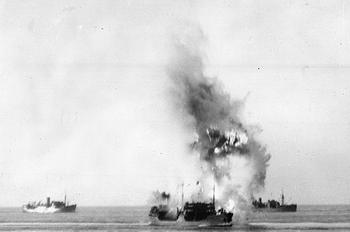
L'Ohio colpita dal siluro dell'Axum
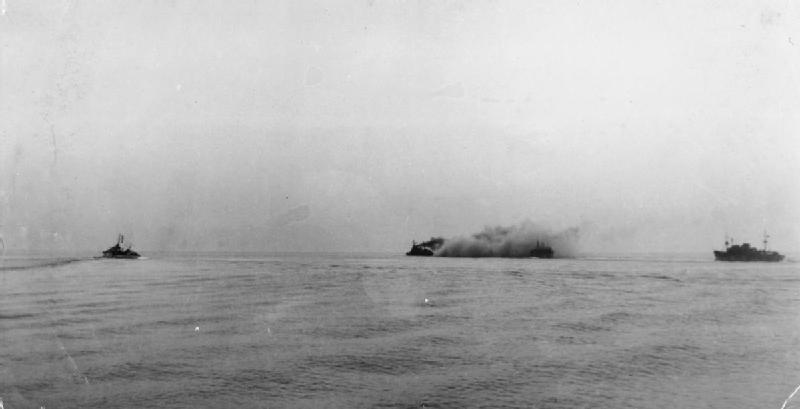
Il Nigeria in fiamme dopo il siluramento

Alla proclamazione dell'armistizio (8 settembre 1943) il sommergibile stava effettuando la riparazione dei motori Diesel a Pozzuoli; trasferitosi in un primo tempo a Palermo, ove si consegnò agli Alleati, lasciò tale porto il 20 settembre insieme a cinque sommergibili e a numerose altre unità navali, portandosi a Malta. Il 9 ottobre lasciò Malta e rientrò in Italia, a Taranto.
Con il tenente di vascello Giovanni Sorrentino come comandante, fu impiegato nel trasporto di spie e sabotatori da sbarcare in territori occupati dai tedeschi.
Il 20 novembre partì per la sua prima missione, sbarcando operatori nei pressi di Morea (Grecia); rientrò alla base il 7 dicembre.
Il 19 dicembre lasciò Brindisi per la seconda missione, ma dovette subito rientrare per un guasto ad uno dei motori diesel.
Il 25 dicembre 1943 salpò da Taranto per recuperare degli informatori nel Golfo di Arcadia, a sud di Capo Katacolon (Grecia). Il 27 dicembre, di sera, raggiunse il punto stabilito per il reimbarco e ricevette i segnali concordati da terra; fu quindi calato un canotto, guidato da un ufficiale inglese. Mentre, nell'attesa del ritorno, manovrava a poca distanza dalla riva, l’Axum finì con l'incagliarsi su di una secca non segnalata nelle poco dettagliate carte in dotazione. Nonostante le manovre tentate, non fu possibile disincagliare l'unità; l'equipaggio fu sbarcato ed il 29, nella prima mattinata, il comandante Sorrentino ed i pochi altri rimasti a bordo autoaffondarono il sommergibile.
Equipaggio ed informatori effettuarono una marcia di cinque giorni attraverso le montagne della Morea, raggiungendo un'area più sicura per il reimbarco; il 29 gennaio 1944 furono tutti recuperati dalla torpediniera Ardimentoso.
In tutto l’Axum aveva svolto 27 missioni offensivo-esplorative e 22 di trasferimento, per una percorrenza totale di 22.889 miglia in superficie e 3.413 miglia in immersione. Nel corso della guerra erano deceduti due membri dell'equipaggio, il capo di seconda classe Giuseppe Bocci ed il marinaio Emilio Poletti, rispettivamente il 28 giugno 1941 ed il 6 aprile 1942.